# 오언 프랭크스
오언 토머스 프랭크스(영어: Owen Thomas Franks, 1987년 12월 23일~)는 뉴질랜드의 럭비 유니언 선수로 포지션은 프롭이다. 현재 슈퍼 럭비의 크루세이더스 소속으로 뛰고 있다. 
2009년에 뉴질랜드 대표팀에 발탁되어 테스트 매치(국제 경기) 108회 출전했으며 2011년과 2015년 럭비 월드컵 우승에 기여했다.
형인 벤도 럭비 유니언 선수로 활동했다.